# Susan George (politolog)
Susan George (ur. 29 czerwca 1934 w Akron) – amerykańska politolog. Od ponad 30 lat mieszka w Paryżu.

## Życiorys
Jest zastępcą dyrektora Transnational Institute (TNI) w Amsterdamie. Pełniła funkcję doradcy wielu komisji ONZ. Do 1996 była członkiem zarządu Greenpeace International.
Przez dłuższy czas była wiceprzewodniczącą ATTAC Francja. Obecnie jest prezydentem honorowym tego stowarzyszenia.
Jej książki – Jak umierają inni (1976), Umierają za nasze pieniądze (1988) i Bumerang długów (1993) – poruszające związek między rynkiem światowym a głodem i nędzą w krajach Trzeciego Świata, stały się klasyką polityki rozwojowej.